# L'oiseau et l'enfant
"L'oiseau et l'enfant" ("Chim non và trẻ nhỏ") là bài hát chiến thắng tại Cuộc thi Eurovision 1977 được trình bày bằng tiếng Pháp bởi ca sĩ gốc Bồ Đào Nha, Marie Myriam, là đại diện của Pháp. Bài hát được sáng tác bởi Jean-Paul Cara và lời được viết bởi Joe Gracy.
Bài này là bài thứ 18 và cũng là bài cuối cùng được trình diễn trong đêm đó (ngay sau Bỉ's Dream Express với bài "A Million in One, Two, Three"). Khi cuộc bình chọn khép lại, bài hát đã nhận được 136 điểm, đứng đầu trong số 18 bài hát. Myriam đã chuyển thể bài hát sang 5 thứ tiếng: tiếng Pháp, tiếng Anh (với tựa "The Bird and the Child"), tiếng Đức ("Der Vogel und das Mädchen"), tiếng Tây Ban Nha ("El zagal y el ave azul") và ngôn ngữ mẹ đẻ tiếng Bồ Đào Nha ("A ave e a infância").